# HD 131977
HD 131977 è una stella nana arancione nella sequenza principale di magnitudine 5,74 situata nella costellazione della Bilancia. Dista 19 anni luce dal sistema solare. È la stella principale del sistema multiplo Gliese 570.

## Osservazione
Si tratta di una stella situata nell'emisfero celeste australe; grazie alla sua posizione non fortemente australe, può essere osservata dalla gran parte delle regioni della Terra, sebbene gli osservatori dell'emisfero sud siano più avvantaggiati. Nei pressi dell'Antartide appare circumpolare, mentre resta sempre invisibile solo in prossimità del circolo polare artico. La sua magnitudine pari a 5,7 la pone al limite della visibilità ad occhio nudo, pertanto per essere osservata senza l'ausilio di strumenti occorre un cielo limpido e possibilmente senza Luna.
Il periodo migliore per la sua osservazione nel cielo serale ricade nei mesi compresi fra fine marzo e agosto; da entrambi gli emisferi il periodo di visibilità rimane indicativamente lo stesso, grazie alla posizione della stella non lontana dall'equatore celeste.

## Caratteristiche fisiche
La stella è una nana arancione nella sequenza principale; possiede una magnitudine assoluta di 6,88 e la sua velocità radiale positiva indica che la stella si sta allontanando dal sistema solare.

## Sistema stellare
HD 131977 è la primaria del sistema multiplo Gliese 570, formato da 4 componenti: le componenti B e C costituiscono a loro volta un sistema binario, composto da due nane rosse orbitanti attorno ad un centro comune e distanti tra loro poco meno di una unità astronomica. La componente D è una piccola e fredda nana bruna, distante circa 1500 UA dalla componente A.

### Gliese 570 Ab
Nel 1998 è stato segnalato un presunto pianeta in orbita attorno a Gliese 570 A, denominato Gliese 570 Ab, con 3/4 della massa di Giove su un'orbita circolare alla stessa distanza che separa la Terra dal Sole, nota come unità astronomica. La sua presenza tuttavia è stata smentita nel 2000.